# 랏차부리 FC
랏차부리 FC(태국어: สโมสรฟุตบอลราชบุรี, 영어: Ratchaburi Football Club)는 랏차부리 주를 연고로 하는 태국의 축구 클럽이다. 현재는 타이 리그에 참가하고 있다.
2004년에 창단했으며 태국 지역 리그에서 시작하여, 2012년 2부 리그인 타이 디비전 1 리그에 참가했다. 2013년 1부 리그인 타이 프리미어리그로 승격되어, 2017년 현재까지 참가하고 있다.

## 성적

### 태국 국내 대회
- 타이 리그 2
  - 우승 1회 (2012)
- 타이 리그 4
  - 우승 1회 (2011)
- 동부 지역 리그
  - 우승 1회 (2011)
- 리그컵
  - 준우승 2회 (2012, 2013)
- 태국 FA컵
- 우승 1회 (2016)

## 선수 명단

### 현역
참고: FIFA 자격 규정에 따라 소속된 국가대표팀 국기를 표시합니다. 선수는 복수의 FIFA 비회원국 국적을 가지고 있을 수 있습니다.
| 번호 | 포지션 | 국적 | 이름                 |
| ---- | ------ | ---- | -------------------- |
| 2    | DF     |      | 가브리엘 무톰보 쿠파 |
| 9    | FW     |      | 김지민               |

| 번호 | 포지션 | 국적 | 이름 |
| ---- | ------ | ---- | ---- |

## 역대 감독
| 감독                | 임기   |
| ------------------- | ------ |
| 리카르도 로드리게스 | 2014   |
| 크리스티안 치게     | 2018   |
| 능리타이 사라통위안 | 2019   |
| 워라우트 스리마카   | 2024 ~ |